# Wiktor Bromirski
Wiktor Bromirski (Bromierski) herbu Pobóg – skarbnik wyszogrodzki w 1680 roku.
Marszałek sejmiku ziemi wyszogrodzkiej w 1696 roku.